# Шусвап
Шусвап (англ. Shuswap) — індіанська резервація в Канаді, у провінції Британська Колумбія, у межах регіонального округу Іст-Кутеней.

## Населення
За даними перепису 2016 року, індіанська резервація нараховувала 319 осіб, показавши зростання на 8,9%, порівняно з 2011-м роком. Середня густина населення становила 29,7 осіб/км².
З офіційних мов обидвома одночасно володіли 15 жителів, тільки англійською — 300. Усього 35 осіб вважали рідною мовою не одну з офіційних, з них 10 — одну з корінних мов.
Працездатне населення становило 79,2% усього населення, рівень безробіття — 7,1%.

## Клімат
Середня річна температура становить 5,3°C, середня максимальна – 21,7°C, а середня мінімальна – -15,3°C. Середня річна кількість опадів – 457 мм.
| Клімат поселення                              | Клімат поселення | Клімат поселення | Клімат поселення | Клімат поселення | Клімат поселення | Клімат поселення | Клімат поселення | Клімат поселення | Клімат поселення | Клімат поселення | Клімат поселення | Клімат поселення | Клімат поселення |
| Показник                                      | Січ.             | Лют.             | Бер.             | Квіт.            | Трав.            | Черв.            | Лип.             | Серп.            | Вер.             | Жовт.            | Лист.            | Груд.            |                  |
| Середній максимум, °C                         | −1,58            | 2,83             | 7,57             | 12,51            | 17,29            | 21,43            | 21,74            | 21,62            | 16,17            | 10,37            | 3,20             | −2,82            |                  |
| Середня температура, °C                       | −8,42            | −4,03            | 0,71             | 5,66             | 10,44            | 14,58            | 17,39            | 17,29            | 11,81            | 6,02             | −1,14            | −7,18            |                  |
| Середній мінімум, °C                          | −15,28           | −10,88           | −6,15            | −1,2             | 3,58             | 7,72             | 13,04            | 12,93            | 7,46             | 1,66             | −5,5             | −11,54           |                  |
| Норма опадів, мм                              | 34               | 20               | 20               | 32               | 48               | 68               | 54               | 42               | 40               | 28               | 37               | 34               |                  |
| Середньомісячна швидкість вітру, м/с          | 2.10             | 2.10             | 2.36             | 2.50             | 2.39             | 2.35             | 2.20             | 2.10             | 2.00             | 2.10             | 2.17             | 1.96             |                  |
| Середньомісячна сонячна радіація, кДж/м²·день | 3666             | 7379             | 12485            | 16925            | 20380            | 21758            | 23262            | 19959            | 13930            | 8264             | 4030             | 2790             |                  |
| --------------------------------------------- | ---------------- | ---------------- | ---------------- | ---------------- | ---------------- | ---------------- | ---------------- | ---------------- | ---------------- | ---------------- | ---------------- | ---------------- | ---------------- |
| Джерело:                                      |                  |                  |                  |                  |                  |                  |                  |                  |                  |                  |                  |                  |                  |